# Närkes runinskrifter 33
Närkes runinskrifter 33 är en romansk dopfunt med inristade runor och runliknande tecken som hittades av Herman Hofberg 1867 på Rinkaby kyrkogård i Rinkaby socken, Örebro kommun. Han fann den till hälften nedsjunken i jorden, täckt av löv och ris. Dopfunten överlämnades till Statens historiska museum i Stockholm samma år men finns numera deponerad på Örebro läns museum i Örebro. Johnny Roosval daterade den till tiden mellan 1140 och 1175.
Dopfunten är av grågrön kalksten. Bara cuppan är bevarad och denna är 57 cm hög och har en yttre diameter på omkring 75 cm. Nedtill finns en typ av ornerat band som kallas repstav och ovanför denna täcks cuppan av olika figurer, bland annat ”ett fyrfota odjur, som till hälften svalt en naken människa”. Själva ”runinskriften” finns runt funtens övre kant och är uppenbarligen ristad av någon som inte varit runkunnig eftersom den helt saknar språklig innebörd och vissa av tecknen inte är runor över huvud taget.